# 佛羅里達州第七國會選區
佛羅里達州第七國會選區（英語：Florida's 7th congressional district）是美国佛罗里达州的國會選區之一，現任眾議員為共和黨的科里·米尔斯。